# Titularbistum Thizica
Thizica (ital.: Tizica) ist ein Titularbistum der römisch-katholischen Kirche.
Es geht zurück auf einen untergegangenen Bischofssitz in der gleichnamigen antiken Stadt, die in der römischen Provinz Africa proconsularis (heute nördliches Tunesien) lag. Der Bischofssitz war der Kirchenprovinz Karthago zugeordnet.
| Titularbischöfe von Thizica |                         |                                                                         |                  |               |
| Nr.                         | Name                    | Amt                                                                     | von              | bis           |
| 1                           | Edwin Bernard Broderick | Weihbischof in New York (USA)                                           | 8. März 1967     | 19. März 1969 |
| 2                           | Alfonso Nava Carreón    | Weihbischof in Sucre (Bolivien)                                         | 26. Mai 1969     | 18. März 1990 |
| 3                           | Edwin Frederick O’Brien | Weihbischof in New York Militärerzbischof der Vereinigten Staaten (USA) | 6. Februar 1996  | 7. März 1998  |
| 4                           | Louis Dicaire           | Weihbischof in Montréal Weihbischof in Saint-Jean-Longueuil (Kanada)    | 18. Februar 1999 | 19. Juli 2020 |
| 5                           | Fernando Ortega Ortega  | Weihbischof in Cuenca (Ecuador)                                         | 9. Juni 2023     |               |